# Čečenci

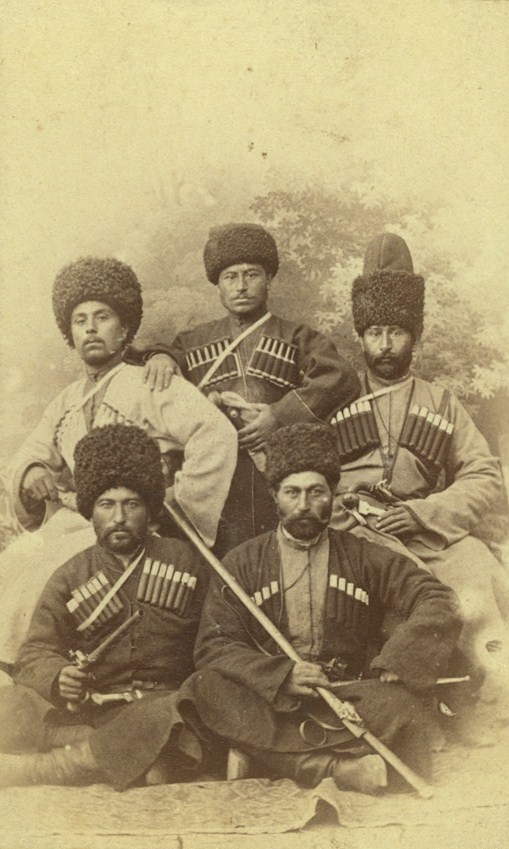
Čečeni v tradičním obleku čocha, konec 19. století

Čečenci, Čečenové nebo Čečeni (čečensky Hохчий / Noxçiy; rusky Чеченцы) jsou jedním z nejstarších autochtonních etnik Kavkazu. Mluví čečenským jazykem, který s příbuzným jazykem sousedních Ingušů a severogruzínských Kistů tvoří tzv. vajnašskou větev nachsko-dagestánské skupiny kavkazské jazykové rodiny. Kromě Čečenska osídlili Chasavjurtskou oblast v západní části Dagestánu, Ingušsko a Achemtskou oblast v severní Gruzii (Pankisská soutěska). Od 10. do 13. století byli postupně christianizováni, v 16. století však definitivně přijali sunnitský islám s vlivy súfismu a v novější době také wahhábismu.
Počet Čečenců se pohybuje mezi 1,5 a 2 miliony. V samotném Čečensku jich podle sčítání z roku 2010 žilo 1 206 551, v celé Ruské federaci pak 1 431 360.

## Historie

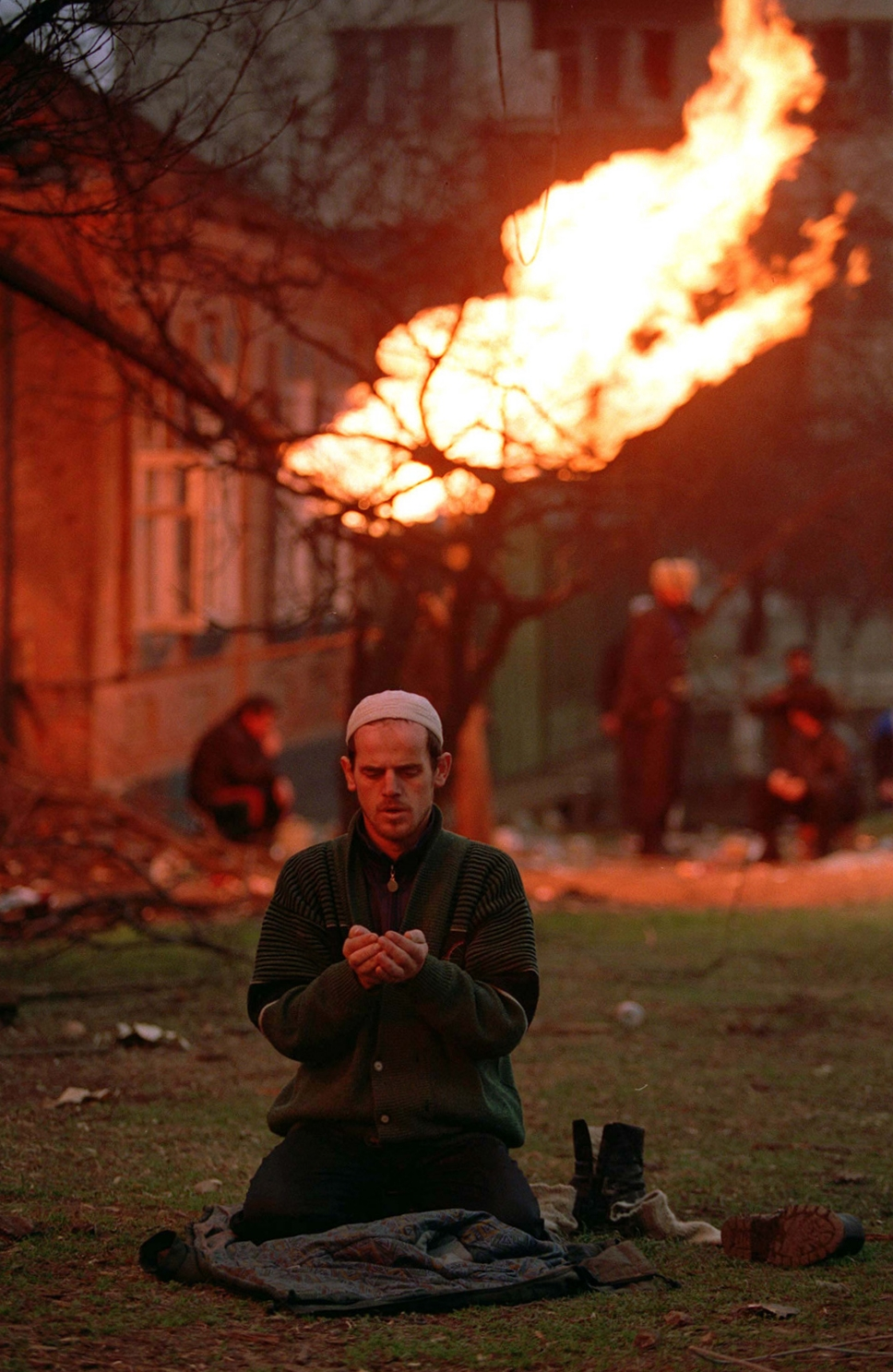
Čečenec se modlí při útoku na Groznyj (1995)

Život Čečenců, jakož i dalších kavkazských národů, ovlivnil způsob života v horách. Jako horalové rozvinuli komplexní zemědělsko-dobytkářské hospodářství, které výjimečně počítalo s nucenou prací. Hory poskytovaly bohaté pastviny pro dobytek, zatímco na rovinách a v podhůří se pěstovaly zemědělské plodiny.
Z rovin (nížin) však Čečence začaly postupně vyhánět výbojné turkické kmeny. Kvůli nim se uchylovali do hor, kde posléze utvářely klany (tejpy). Jejich horské vesnice (auly) byly velmi dobře opevněné a prakticky nedobytné. Horské vesnice se tak žádnému národu (Mongolové, Tataři, Rusové) nepodařilo zcela ovládnout. Mentalita Čečenců je po staletí militarizovaná, nucená být stále ve střehu. Všichni chlapci byli od narození považování za budoucí džigity (vojíny) a obránce kmene i vesnice. Jejich snem bylo stát se rytířem (konach). V horách byli Čečenci v bezpečí, ale po hospodářské (ekonomické) stránce omezení. Na rozdíl od národů z podhůří Kavkazu, kde vládla knížata nebo chánové, se společnost vyvíjela jiným směrem; život v horách vylučoval systém lenního hospodaření. V horách, kam se Čečenci uchylovali od 14. století, se tak postupně začal objevovat fenomén horského hospodářství (horská demokracie) založený na klanovém základě. Systém horské demokracie upevňoval v lidech důstojnost, demokratický aristokratismus a vytvořil tak svébytnou povahu Kavkazanů. Bylo tak zcela běžné, že kavkazský pastevec nebo rolník měl chování aristokrata.
Čečenci neměli v dějinách stát ani panovníky. Pokusů o státnost bylo několik – království Simsir (konec 14. stol.) nebo poslední pokus po rozpadu Sovětského svazu. Všechny pokusy skončily tragicky, krvavě. Království Simsir zlikvidoval Tamerlán a snížil počty Čečenců na třetinu. Podobná situace byla v polovině 90. let 20. století, kdy dospělou mužskou populaci Čečenců razantně snížili Rusové.

## Struktura společnosti

### Geneticky určená
Individualismus Čečence vychází z vědomí svobody, aby však nepřerostl v egoismus, je začleněn do pokrevně příbuzných buněk (tejpů). Tejpy vyvažují misky vah, na nichž leží individualismus a kolektivismus.
- Kam (národ)
  - Tukchum (kmen)
    - Tejp (klan)
      - Gar (větve)
        - Nekie (patriarchální rodina)
          - Dözal (rodina)

Tejpy (klany) jsou nejdůležitějším článkem struktury čečenského národa. Pro každý tejp je typické přiřazení k určité hoře Kavkazu. Hlavním úkolem teipů z historického pohledu je bránit půdu. Manželství mezi členy různých tejpů se spojuje do územních svazků, tzv. tukchumů. Za Sovětského svazu byla snaha jednotlivé tejpy dezorganizovat. Některé nekie se tak nuceně přesídlovaly do stepí střední Asie. Důvod tohoto kroku byl čistě strategický - minimalizovaní odporu a povolnost kavkazských národů k Rusku. Od 60. let 20. století však docházelo k postupnému návratu těchto nekií a koncem 80. let se opět začala posilovat politická role tejpů. Ta šla ruku v ruce s rozpadem Sovětského svazu a vyústila ve snahu o nezávislost Čečenska.
V čele tejpu stojí tchamd nebo tejpan-da. Vrcholovým orgánem tejpů je rada stařešinů (mechk kchel). Ta řeší všechny důležité otázky týkající se tejpu (války, majetkové spory apod.). Stařešina má u Čečenců obrovskou autoritu.

### Teritoriálně určená
- Jurt (vesnice, obec)
  - Kup (osady s několika rodinami)

V čele jurtu stojí jurt-da. Na vyšší úrovni je však kontrolován stařešinou tejpu, který jeho činnost a pravomoc omezuje. Například právní systém státu nebo policie je dnes řízena jurty, ale bez svolení stařešiny se zloděj úřadům nevydá. Obyčejní lidé v tomto směru respektují názor stařešiny a bez jejich svolení zloděje (vraha) neudají, byť sami s jeho počínáním nesouhlasí.
Pro vznik Čečenska jako moderního státu je klíčová spolupráce tejpů s jurty. Stalin se tuto problematiku snažil řešit dezorganizací tejpů, tj. rozsáhlou deportací celého čečenského národa v roce 1944, ale doba vysídlení nebyla dostatečně dlouhá na to, aby tento způsob organizace zanikl.